# Strafford, New Hampshire
Strafford är en kommun (town) i Strafford County i delstaten New Hampshire, USA med 3 991 invånare (2010). 